# Albino Bizzotto
Albino Bizzotto (Vicenza, 30 settembre 1939) è un presbitero cattolico italiano, fondatore dell'associazione "Beati i costruttori di pace".

## Biografia
Ordinato sacerdote nel 1963, durante gli anni Ottanta visita alcuni paesi dell'America Latina, che segneranno il suo percorso pastorale e le sue idee politico/sociali. Diventa punto di riferimento insieme a Don Tonino Bello del pacifismo italiano. 

### Beati i costruttori di Pace
Diventa da allora promotore di varie iniziative volte alla pace ed allo sviluppo dei paesi del sud America e nel resto del mondo. Nel 1985 fonda l'associazione "Beati i Costruttori di Pace", un'organizzazione per la pace ed il disarmo nel mondo. Nella piccola struttura vengono aiutati quotidianamente decine di bisognosi. Nel 1992 organizza una marcia nonviolenta nella Sarajevo assediata, coinvolgendo cinquecento giovani a cui si unirono don Tonino Bello e Mons. Luigi Bettazzi.

### Radio cooperativa
Dopo aver collaborato con Radio Gamma 5 di Cadoneghe, fonda e dirige la locale trasmittente radiofonica Radio Cooperativa che trasmette da Padova coprendo quasi tutto il Triveneto, definendosi come una radio di "contro informazione".